# Remastersys
Remastersys è stato un software libero per Debian, Ubuntu, Linux Mint e distribuzioni derivate. Permetteva di creare un'immagine ISO del sistema installato, la quale poteva poi essere utilizzata per avviare il sistema in modalità Live o reinstallare il sistema in modo rapido e semplice, mantenendo tutte le personalizzazioni e i software installati.
Lo sviluppo del programma è stato attivo dal  2007 e si è interrotto nel 2013. Il 28 aprile 2013, il suo creatore Tony BrijeskiBreyta, annunciò la chiusura del progetto.
A seguito della chiusura del progetto un gruppo di sviluppatori del Copper Linux User Group in Arizona, ha lanciato Respin, un fork di Remastersys che venne rilasciato a fine luglio 2015.

## Storia
Remastersys è stato pensato per la creazione di backup e copie distribuibili di un'installazione di Ubuntu o derivata. Questo strumento prende ispirazione da mklivecd di Mandriva e da remasterme di PCLinuxOS.
Essendo però questi script difficili da adattare a Ubuntu venne scritto completamente da zero.

## Funzioni e scopi
Tramite remastersys era possibile:
- creare un Live CD/DVD personalizzato di Debian, Ubuntu e derivate;
- fare un backup di tutto il sistema, includendo i dati personali, su un CD/DVD Live installabile.

Esisteva sia una versione a riga di comando che una versione con interfaccia grafica. Ufficialmente funzionava con Ubuntu, Linux Mint e Klikit-Linux e altre distribuzioni basate su Ubuntu.
La ISO potrà essere anche installata su una penna USB, creando una Live USB.

## Problemi noti
- Un CD/DVD Live creato da un sistema con driver ATI o nVidia proprietari, quando avviato, non caricherà i driver poiché casper (la routine di avvio dei livecd di Ubuntu) disabilita i driver grafici proprietari[4]
- Quando lo si avvia da una installazione effettuata mediante Wubi, Remastersys non è in grado di creare una ISO per quel sistema[5].